# Durbin Feeling
Pour les articles homonymes, voir Feeling (homonymie).
Durbin Feeling (cherokee : ᏫᎵ ᏚᎥᎢᏅ), né le 2 avril 1946 et mort le 19 août 2020, est un linguiste cherokee américain qui a écrit le premier dictionnaire cherokee-anglais. 
Il est considéré comme le plus grand contributeur à la préservation de la langue cherokee de l'ère moderne,,,.

## Biographie

### Jeunesse
Feeling est né le 2 avril 1946, de Jeff et Elizabeth Feeling dans la communauté de Little Rock à l'est de Locust Grove, Oklahoma,. Sa langue maternelle était le cherokee; il a appris l’anglais en première année d'école primaire,. Il a commencé à lire le syllabaire cherokee à douze ans. Il pratiquait le baptisme.
Feeling finit ses cours au Chilocco Indian School (un pensionnat autochtone) en 1964 et est diplômé de Bacone College en 1966,. En 1967 il est mobilisé dans l’armée et sert en tant que mitrailleur d'hélicoptère dans la guerre du Viêt Nam,. Il commence alors à écrire à sa mère dans le syllabaire cherokee Il est accordé le Purple Heart pour ses blessures de guerre, et est libéré de ses obligations militaires en 1970,.

### Carrière
Feeling commence ses travaux avec la langue cherokee à son retour du Viêt Nam. En 1975 il coécrit le premier dictionnaire cherokee-anglais, un texte qui reste en usage de nos jours,,.
En 1979 Feeling obtient son diplôme en journalisme à l'université d'État Northeastern et en 1992 il obtient un master en sciences sociales à l'université de Californie à Irvine,,,.
Après ses études, il enseigne le cherokee à plusieurs universités, y compris l’université de l'Oklahoma, l’université de Tulsa, et l’université de Californie. Il écrit ou contribue à un grand nombre de livres et d’articles de recherches,. Il forme beaucoup de futurs enseignants de cherokee, et ses supports de cours pour les élèves de la langue cherokee sont toujours en usage courant,.
Feeling travaille pour la Nation Cherokee d’Oklahoma de 1976 à 2020, notamment pour son département de traduction de langues et de technologie. Dans les années 1980 il ajoute le syllabaire cherokee à un logiciel de traitement de texte. Dans cette veine, il contribue plus tard à l’addition du syllabaire à Unicode, ce qui le rend largement disponible sur ordinateur et smartphone.

### Impact, décès, et hommages
Pour ses contributions à la préservation de la langue cherokee, Feeling est nommé Trésor national par la Nation Cherokee et reçoit un doctorat honorifique par l'Université d'État de l'Ohio,. Chuck Hoskin Jr., chef principal de la Nation Cherokee, décrit Feeling comme un « Sequoyah des temps modernes » et déclare que « tout ce que nous faisons pour la revitalisation de la langue est à cause de Durbin ». En 2019, la Nation Cherokee choisit Feeling pour être le premier signataire du Cherokee Language Speakers Roll,.
Feeling est mort le 19 août 2020.
La Nation Cherokee déclare qu’en son honneur leur futur centre d’enseignement de langue sera nommé le Durbin Feeling Language Learning Center. Le Musée Sam Noble retient une collection Durbin Feeling qui contient des supports de cours et des lettres en cherokee écrites à et par les membres de la famille Feeling.

## Publications
- 1975 : Cherokee–English Dictionary, Cherokee Nation of Oklahoma.
- 1994 : A structured approach to learning the basic inflections of the Cherokee verb, Neff Publishing Company.
- Charles D. Van Tuyl et Durbin Feeling, An Outline of Basic Verb Inflections of Oklahoma Cherokee, Indian University Press, 1994 (ISBN 978-0-940392-07-6, lire en ligne)
- William Pulte et Durbin Feeling, Morphology in Cherokee Lexicography in Making dictionaries: Preserving indigenous languages of the Americas, 2002, p. 60.
- 2002 : (ed.) : See-say-write: Method of Teaching the Cherokee Language, Cherokee Nation, Indian Adult Education.
- 2003 : Feeling et al., A handbook of the Cherokee verb: a preliminary study, Tahlequah, Okla.: Cherokee Heritage Center.
- 2010 : Feeling et al., Why revisit published data of an endangered language with native speakers? An illustration from Cherokee in Language Documentation & Conservation no 4, p. 1-21.
- Durbin Feeling et Lisa Christine Christiansen, Cherokee Hymn Book, Penguin International Publishing, 2015 (ISBN 978-0-692-47367-2, lire en ligne)
- 2015 : Dylan Herrick, Marcellino Berardo, Durbin Feeling, et al., Collaborative documentation and revitalization of Cherokee tone, in Language Documentation & Conservation no 9, p. 12-31.
- 2018 : Cherokee Narratives: A Linguistic Study, University of Oklahoma Press.